# Gmina Branice
Gmina Branice là một gmina nông thôn (khu hành chính) ở quận Głubczyce, Opole Voivodeship, ở phía tây nam của Ba Lan, nằm kế bên biên giới Séc. Khu vực hành chính của nó là làng Branice, nằm cách Głubczyce khoảng 17 kilômét (11 mi) về phía nam và cách thủ phủ khu vực Opole 69 km (43 mi) về phía nam.
Gmina có diện tích 121,87 kilômét vuông (47,1 dặm vuông Anh), và tính đến năm 2006, tổng dân số của nó là 7.728 người.

## Địa lý
Gmina Branice nằm trên cao nguyên Głubczyce (tiếng Ba Lan: Płaskowyż Głubczycki; một phần của vùng đất thấp Silesia) và một phần ở dãy núi Opawskie (một phần của Đông Sudeten). Gmina Branice nằm trong lưu vực sông Oder (sông: Opawa, Troja).

## Làng
Gmina Branice bao gồm các làng và các khu định cư như Bliszczyce, Boboluszki, Branice, Dzbańce, Dzbańce-Osiedle, Dzierżkowice, Gródczany, Jablonka, Jakubowice, Jędrychowice, Lewice, Michałkowice, Niekazanice, Posucice, Turków, Uciechowice, Włodzienin, Wódka và Wysoka.

## Cộng đồng đối tác
- liên_kết=|viền Úvalno, Cộng hòa Séc

## Gmina lân cận
Gmina Branice giáp với các gmina như Głubczyce và Kietrz. Nó cũng giáp với Cộng hòa Séc (thị trấn Krnov, Úvalno, Brumovice, Holasovice và Opava).